# Microstegium stapfii
Microstegium stapfii är en gräsart som först beskrevs av Joseph Dalton Hooker, och fick sitt nu gällande namn av Aimée Antoinette Camus. Microstegium stapfii ingår i släktet Microstegium och familjen gräs. Inga underarter finns listade i Catalogue of Life.